# Bruchus brachialis
Bruchus brachialis es una especie de escarabajo del género Bruchus, familia Chrysomelidae. Fue descrita científicamente por Fåhraeus en 1839.
Es nativa de la parte oeste del paleártico. Habita en Alemania, Francia, Austria, Reino Unido, Italia, Grecia, Países Bajos, España, Polonia, Turquía, Moldavia, Ucrania, Canadá y los Estados Unidos (Ontario, desde Columbia Británica hasta el sur de California). En el este de los Estados Unidos es una especie introducida. Mide 2.5–2.9 mm.